# Osseo, Wisconsin
Osseo là một thành phố thuộc quận Trempealeau, tiểu bang Wisconsin, Hoa Kỳ. Năm 2000, dân số của thành phố này là 1669 người.